# 前沢村
前沢村（まえざわむら）は、かつて富山県下新川郡にあった村。

## 沿革
- 1889年（明治22年）4月1日 - 町村制の施行により、下新川郡前沢村、布施山開宮野村、布施山開栗寺村、布施山開中山野村、布施山開本野村、布施山開石田野村、布施山開枕野村、布施山開宮沢野村、吉城寺村及び山田新村の区域をもって、下新川郡前沢村が発足する。
- 1939年（昭和14年） - 村役場を新築[4]。
- 1940年（昭和15年）2月11日 - 下新川郡三日市町、石田村、田家村、村椿村、大布施村、前沢村、荻生村及び若栗村が合併して、下新川郡桜井町発足する。

## 歴代村長
出典→
1. 朝倉猶二（直二）（1889年6月1日 - 1891年3月26日）
2. 松田久次郎（1891年7月4日 - 1896年11月30日）
3. 松田賢次郎（1897年2月27日 - 1898年12月12日）
4. 松井伊四郎（1899年7月19日 - 1900年3月26日）
5. 松田賢次郎（1900年5月11日 - 1904年12月5日）
6. 松井辰之助（1905年2月28日 - 1913年6月29日）
7. 朝倉吉平（1913年7月26日 - 1919年8月12日）
8. 朝倉祐俊（1920年1月9日 - 1923年8月23日）
9. 中島次郎助（1923年10月18日 - 1934年10月4日）
10. 朝倉間吾（1934年11月10日 - 1940年2月11日）